# Xã Chestnuthill, Quận Monroe, Pennsylvania
Xã Chestnuthill (tiếng Anh: Chestnuthill Township) là một xã thuộc quận Monroe, tiểu bang Pennsylvania, Hoa Kỳ. Năm 2010, dân số của xã này là 17.156 người.